# Carolyn Peck
Carolyn Arlene Peck (Jefferson City, 22 gennaio 1966) è un'ex cestista e allenatrice di pallacanestro statunitense, professionista nella WNBA.

## Palmarès

### Allenatrice
- Campionessa NCAA (1999)
- Naismith College Coach of the Year (1999)
- Associated Press College Basketball Coach of the Year (1999)